# サフィ
サフィ(Safi）は、モロッコの都市。中部海岸に位置し、大西洋に面する。人口284,750人（2004年）。大きな漁港があり、近くのリン鉱山からリン鉱石の積み出しも行われる。それを生かし、缶詰工場やリン酸塩の工場、肥料工場が立ち並び、繊維工業も盛んで、モロッコ有数の工業都市となっている。伝統産業として、陶器の製造でも名高い。
サフィは11世紀に成立し、1488年から1511年まではポルトガルの支配下にあった。第二次世界大戦ではトーチ作戦の上陸地のひとつとなった。